# Leucochloris albicollis
Leucochloris albicollis là một loài chim trong họ Chim ruồi.